# هوبير سودا
هوبير سودا (بالإنجليزية: Hubert Suda)‏ هو لاعب كرة قدم ومدرب كرة قدم مالطي في مركز الهجوم، ولد في 20 سبتمبر 1969 في سليمة في مالطا. شارك مع منتخب مالطا لكرة القدم. أما مع النوادي، فقد لعب مع سلايما واندريرز ونادي بيركيركارا ونادي فاليتا.

## وصلات خارجية
- هوبير سودا على موقع الاتحاد الأوربي (الإنجليزية)
- هوبير سودا على موقع قاعدة بيانات كرة القدم.إي يو (الإنجليزية)
- هوبير سودا على موقع ناشيونال فوتبول تيمز (الإنجليزية)
- هوبير سودا على موقع عالم كرة القدم.نت (الإنجليزية)